# 田佳良事件
田佳良事件，又称洁洁良事件，是发生于2018年4月的一宗网络事件。时厦门大学研究生、中共党员田佳良在新浪微博使用「洁洁良」的账号发表一系列批評中国人素質極差，以及極度反感中国及中国共产党的言论。期间使用一系列与支那相关的词汇，以表达她对中国和中国共产党的羞辱，被中国輿論認為是“精日、反华”分子，随后又被揭發有學術不端行為。

## 厦门大学与田佳良
田佳良，女，辽宁兴城人，毕业于辽宁师范大学城市与环境学院，期间加入中国共产党，事件發生時為厦门大学环境与生态学院在读研究生。她曾阐述：“在思想上，我积极向上，热爱祖国，热爱中国共产党，拥护中国共产党的领导......”。新浪微博账号「洁洁良」，事发后田佳良注销账号。
厦门大学是抗日爱国华侨陈嘉庚在1921年所创办。他在抗日战争期间主张积极对日抗战，1938年在第二届国民参政会上提交议案：“日寇未退出我国土之前凡公务员对任何人谈和平条件概以汉奸国贼论”（后世总结为“言和即漢奸論”），被视为“最伟大提案”。厦门大学在宣传时亦称学校的党政领导将陈嘉庚的“爱国精神”视为优良传统，是厦门大学的“四种精神”之一。事发前，田佳良在網路上提及通过厦门大学组织的党员参观活动，“熟知了福建省革命的发源及过程，也体会到了我校独有的爱国情怀与革命的光荣传统。”网友和厦门大学校友亦对“抗日华侨陈嘉庚创立的大学里厦门大学”出现田佳良——“身为党员满口‘支那’的人”表示不满。

## 事件經過

### 在互聯網發表爭議言論
2018年4月19日，《復仇者聯盟3：無限之戰》在上海迪士尼舉辦宣傳活動，因一名男性遊客在吸煙後逼哭工作人員影響路線，原定於當日下午舉行的花車巡遊慶典被迫取消。日后，迪士尼影業向参加活动的觀眾道歉。此外，19日活動結束时，觀眾在現場遺留大量垃圾。名为「潔潔良」的微博用户對此發出“惡臭你支”的評價。其後19日至20日期間，潔潔良進行評論時，繼續使用「粉紅豚」、「國家支意」等一系列詞語。隨後有網友私信提醒「支那」是侮辱中國的意思，但潔潔良回覆「廢話，不侮辱，我說它幹嘛」，拒絕刪帖，並更頻繁發表類似言論。當被提及本科學校時，否認畢業於遼寧師範大學的同時，更稱之為「野雞大學」。

### 身份信息被公開
随後，「洁洁良」被人肉搜尋，其身份隨之被曝光。迫于压力，田佳良删除了微博账号。據曝光的信息，田佳良是中共党员，曾获12项荣誉称号，當時担任厦门大学2015级硕士生第三党支部书记，并已获得博士生保送资格。在这样的身份之下，她的言论引起舆论一片哗然。此外，网友人肉搜索出在微博上支持田佳良的用户「热心人士赵先生」实为田的戀人赵郁鑫，同样长期发表類似於田佳良氏引發爭議的言论。

### 涉嫌学术不端
在發表爭議言論的事件之後，有网友找出田佳良本科期间发表过的论文《中国水市场的运作模型研究》，文章完全抄袭自2001年的一篇同名论文（包括标题、摘要），2014年发表在《北方经贸》上的《辽西港口建设对城市发展的影响分析》，与2009年被发表的论文《辽宁沿海区域“五点一线”经济带中的锦州湾沿海经济区开发研究》文字复制比高达78.5%。由于田佳良凭借本科期间发表过的论文被保送厦大研究生，故也引发了廈大對其本科学校——辽宁师范大学的质疑，质疑集中在研究生推薦面試程序的合法性上。

## 处理结果
2018年4月23日，厦门大学环境与生态学院发布《关于对田佳良同学处理情况的通报》，给予该生留党察看、留校察看的处分。但這份處分决定在当时引起了部分中國網民的不满，认为处罚过轻，甚至有网民转而向中纪委国家监委举报。8月15日，鉴于田佳良在留党察看期间又被发现有学术不端行为，厦门大学环境与生态学院党委依纪给予田佳良开除党籍处分。同时，学院提出中止田佳良博士培养、给予退学处理的意见，学校同意田佳良退学，而田佳良也已经办理了退学离校手续。这一消息在厦门大学新闻网于9月1日发表的一篇报道中得到了证实，与其同時期被整肃的还有同樣在網路上發表引發爭議的言論的厦大历史学系助理教授周运中。据多维新闻表示，开除田佳良可能来自于习近平试图清除党内两面人的指示精神。

## 评论
事件发生后，中国網路上的舆论以对田佳良的言论表示谴责居多，並多支持厦大对田氏开除学籍以及勒令退学的处理。